# Église Saint-Jean-Baptiste d'Hasparren
L'église Saint-Jean-Baptiste est l'église du village d'Hasparren dans le Pays basque français (Pyrénées-Atlantiques). Dédiée à saint Jean-Baptiste, elle dépend pour le culte de la paroisse Bienheureux François-Dardan, du diocèse de Bayonne. Particulièrement grande, elle peut accueillir jusqu'à mille huit cents fidèles.

## Histoire
Une inscription romaine dans les soubassement du maître-autel témoigne de l'importance du bourg dans l'Antiquité. L'église est fondée au XVIe siècle, agrandie en 1661 à cause de l'augmentation de la population et remaniée au XIXe siècle. En 1835, c'est le chœur et l'abside qui sont reconstruits, tandis qu'on ajoute des chapelles. Les galeries de bois, traditionnellement réservés aux hommes jusque dans les années 1970, sont ajoutées le long des parois et de la contrefaçade par Charles Besoin entre 1858 et 1859 sur deux niveaux. L'église en mauvais état doit être reconstruite entre 1879 et 1883,. Ces tribunes sont remises dans le nouvel édifice sur des piliers massifs, avec deux escaliers monumentaux. Mgr Ducellier consacre l'église le 24 janvier 1886,.
L'église est inscrite en totalité aux monuments historiques le 18 avril 2014. 

## Description

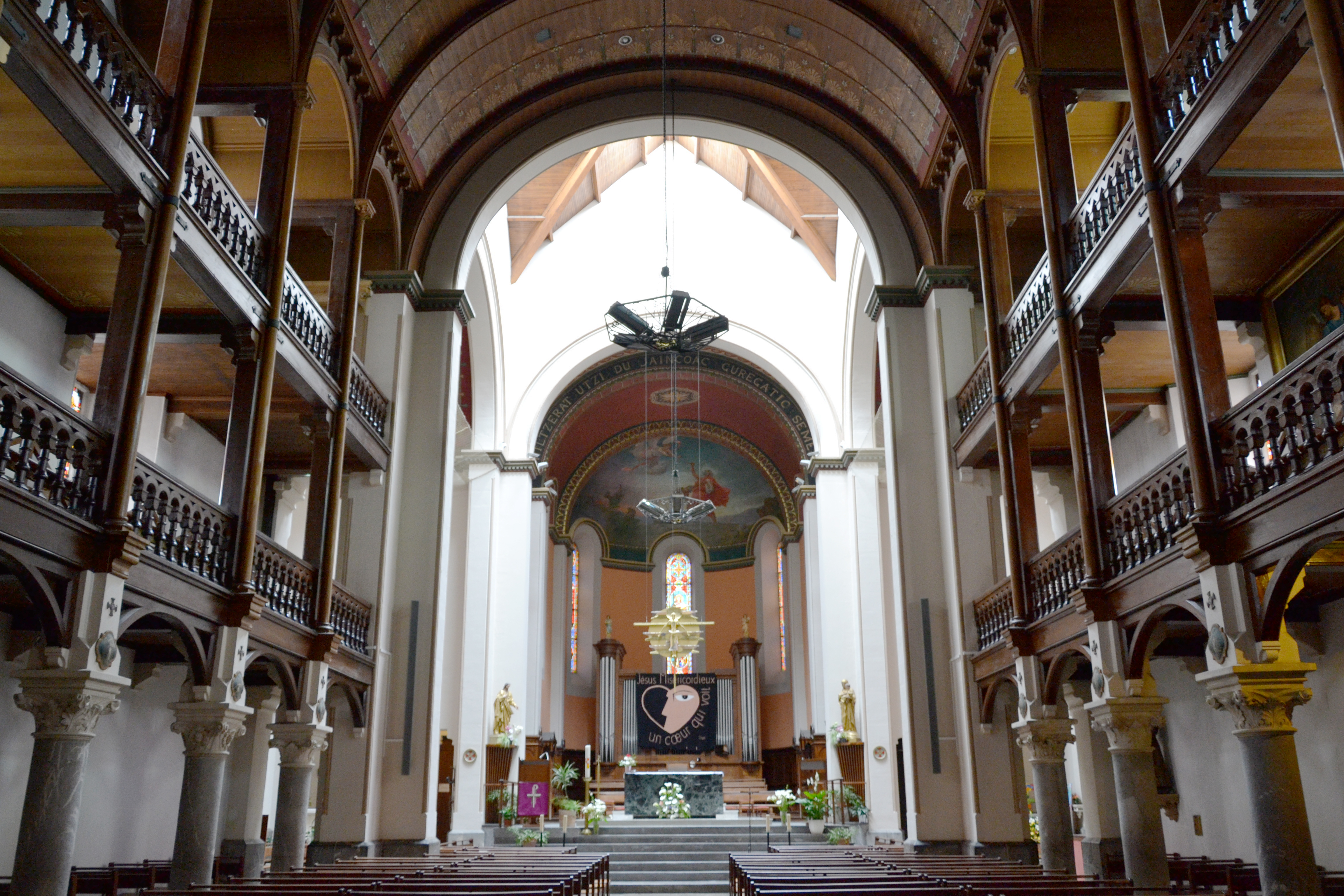
Intérieur de l'église avec ses tribunes.

L'église, inspiré du style roman, est de plan en croix latine avec une coupole octogonale à la croisée du transept. Le porche est surmonté d'un haut clocher avec une flèche de pierre et le côté sud est bordé d'un portique. La nef est éclairée de deux rangées de quatre baies de chaque côté, les bras du transept par une grande baie terminée en haut d'une rosace. Le décor intérieur date de la fin du XIXe siècle avec des vitraux de Charles-François Champigneulle de 1882 et une fresque de 1895 sur le cul-de-four de l'abside de Daniel Saubès, élève de Léon Bonnat, qui représente le baptême de Jésus par saint Jean-Baptiste. Le retable avec son autel de marbre blanc flanqué de tours a été démantelé à la fin des années 1960 pour être remplacé par un cube de marbre noir. L'orgue de tribune a été réinstallé dans l'abside. Certains éléments du décor disparaissent, mais les stalles et certaines statues ont été conservées. Des vitraux modernes de Jean Lesquinet sont également visibles.

## Personnalités baptisées à Saint-Jean-Baptiste
- Jean-Baptiste Lissarague (1876-1937), missionnaire des Missions étrangères de Paris au Japon[5]
- Mgr Michel Cartatéguy, MEP, baptisé en 1951, archevêque de Niamey jusqu'en 2014.